# Parádfürdő
Parádfürdő a Heves vármegye Pétervásárai járásában fekvő Parád nagyközség egyik településrésze.

## Fekvése
A Mátra északi oldalán, a Parádi-Tarna völgyében fekszik, a Fehérkő, a Jámborhegy és a Kékes csúcsának tövében, a 24-es főút mentén, 200-250 méteres tengerszint feletti magasságban.

## Története
A parádfürdői völgyet 1730-ban említették először gyógyhelyként.
Parád többféle gyógyvízkinccsel rendelkezik, melyek között legismertebb a kénes vegyületet tartalmazó „csevice” és a vastimsós fürdővíz, melyet 1813-tól gyógyászati célokra használnak. A parádi gyógyvíz hatásairól az első tudományos publikáció 1799-ben jelent meg a Literarischer Anzeiger für Ungarn című folyóiratban.
1827-1829 között nagymérvű építkezések történtek a gyógyvízforrások környékén. Szállodákat emeltek, kialakítva ezzel a közkedvelt Parádfürdőt. A Kaán Sámuel és Ullmann Móric bérlők megbízásából épített egykori U alakú, klasszicista stílusú fürdőépület helyén ma fürdőmúzeum található. Ásványvízgyűjteménye, melyet 1986-ban alapítottak, mintegy 600 féle ásványvizet mutat be a világ 21 országából.
Az 1850-es években Parádfürdő a Károlyi grófi család tulajdonába került és további dinamikus fejlődésnek indult. A Kisterenye–Kál-Kápolna-vasútvonal átadásával Parádfürdő tovább fejlődött. A vasútállomás nem Parádon épült ugyan, hanem Recsken, ám a Károlyi család az állomást „Parád” névre kereszteltette, hogy még ismertebbé tegyék a települést.
1854-ben épült a Zsuzsanna-lak, 1865-1866-ban a timsós-tó, 1873-ban – Ybl Miklós tervei alapján - a Hotel Parád (Ybl Szálló), melyhez később emeletet építettek és 1893-ban épült az Erzsébet szálló; ma ebben az épületben található az Erzsébet királyné Parkhotel.
1880-ban, Ybl Miklós tervei alapján gróf Károlyi György uradalmi istállót építtetett, melyet díszes külseje és vörös márvánnyal díszített belső kialakítása miatt Cifra istállónak neveztek. Az eklektikus stílusú épületben 1971 óta kocsimúzeum látható.
1892-ben adták át közönségnek az első vendéglőt, melyet Haranghy Jenő festőművész festményei díszítenek. A festő megelevenítette Arany János Buda halála című eposzából a mátrai vadászatot, valamint Jókai Mór látogatását Laborfalvi Rózánál és Kossuth Lajos menyasszonyánál, Meszlényi Júliánál.
A meglehetősen rossz állapotban lévő épületben ma a Freskó étterem és szálló  nem üzemel.
A 19. század végére 6 szálloda, 7 kisebb lakóház, 180 teljesen felszerelt lakószoba volt használatban. A fürdőket a fürdőorvos utasítása szerint látogatták a betegek és a fürdőorvos mellett egy ápolónőt is foglalkoztattak.

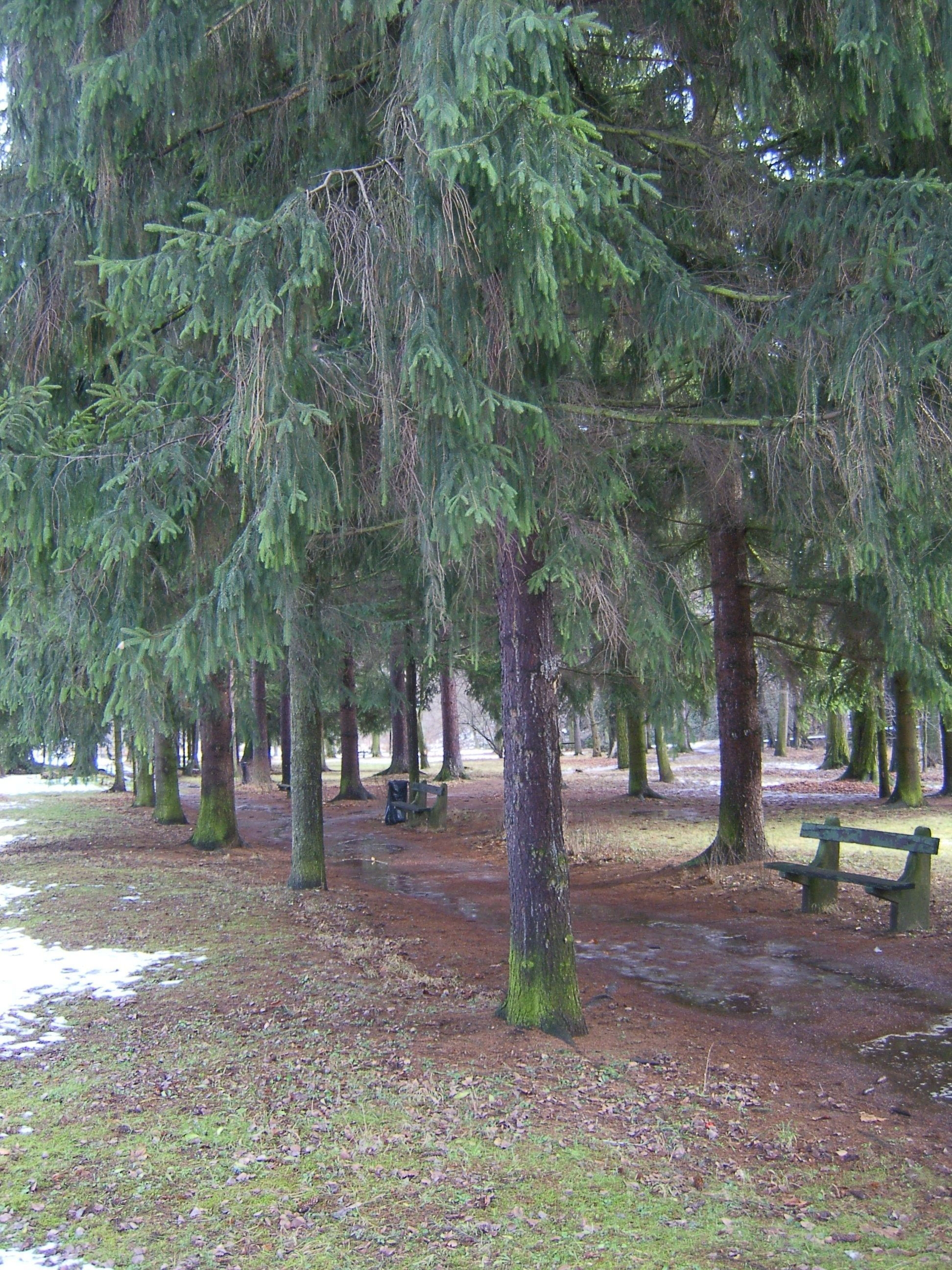
Parádfürdői park

A fürdőtelep 19. századi dinamikus fejlődése során keletkezett Észak-Magyarország legszebb, legnagyobb (10 hektár) sétáló- és gyógyparkja.

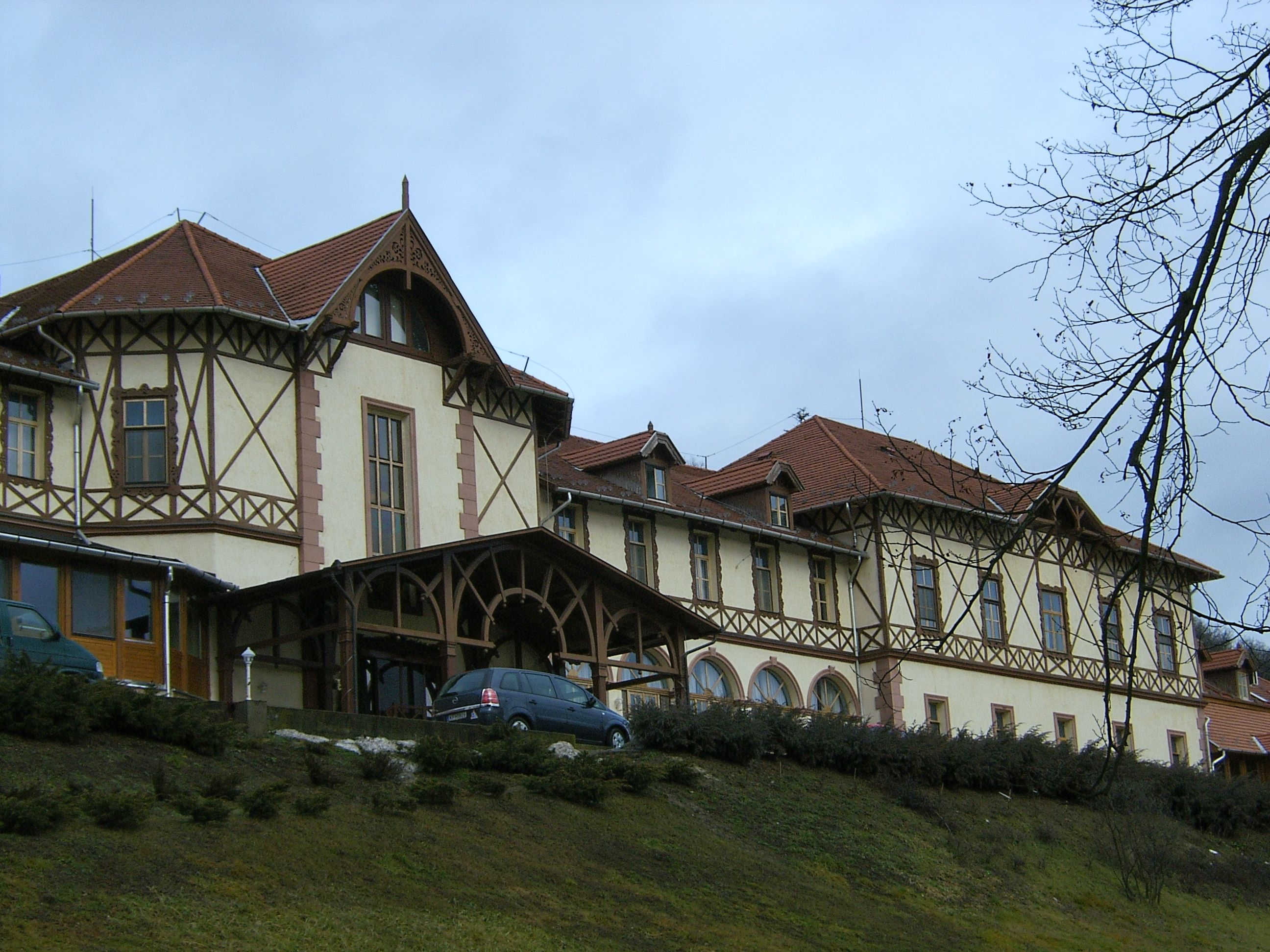
Erzsébet Királyné Park Hotel

A Károlyi család a Recsken élő Jámbor Vilmos főhercegi-kertigazgatót bízta meg a parkok tervezésével és kivitelezésével. A parkosítás 1883-ban kezdődött. Északi oldalon volt a Felső-park, melynek sétányát és az Erzsébet szállót futórózsákkal befuttatott híd kötötte össze. A főút másik oldalán található az Alsó-park. Mindkét angol stílusú parkba a kor divatjának megfelelően fenyőfajokat, platánokat, hársakat ültettek, később rendkívül dekoratív lombú juharok, vörös tölgyek, Japánból származó vörös levelű alma- és szilvafák került melléjük.
A trianoni békeszerződés után a település jelentősége tovább nőtt, és az 1930-as években létrejött a Nemzeti Közművelődési Alapítvány, átvette a fürdőtelep működtetését.
1932-ben bővítették a szállodákat, 1934-ben egy rendeletben „Parádfürdői Gyógyfürdő” néven az intézetet gyógyfürdővé minősítették.
1936-1937-ben Parádfürdő szinte egészében elnyerte mai képét; a fürdőtelep és a régi épületek lebontásával új épületek építésére került sor. A régi fürdőtelep helyén új gyógyszálló épült, melynek földszintjén a vasas-timsós fürdő és a szénsavas fürdő szolgáltatásainak igénybevételére 32 kabint rendeztek be, és itt alakították ki a férfi- és női osztállyal rendelkező Vízgyógyintézetet, azaz Gyógyfürdő-kórházat.
Az intézetben klinikai laboratórium működött, a betegeket két orvos és egy ápoló látta el. Az 1930-as évek elején évente több mint 2000 beteget kezeltek itt. A mai társalgó területén kaszinó üzemelt, volt étterem, kávéház és akkor épült az oszlopos körfolyosó. A második világháború kisebb-nagyobb pusztításokat végzett az épületekben. Az 1942-es felmérések szerint ez időben a parádi gyógyfürdőt 6 szálloda és 3 villa jelentette, összesen 275 szobával. Tulajdonosa - változatlanul - a Nemzeti Közművelődési Alapítvány volt, majd 1952-ben létrejött a Parádfürdői Állami Kórház.

## A parádi gyógyvíz

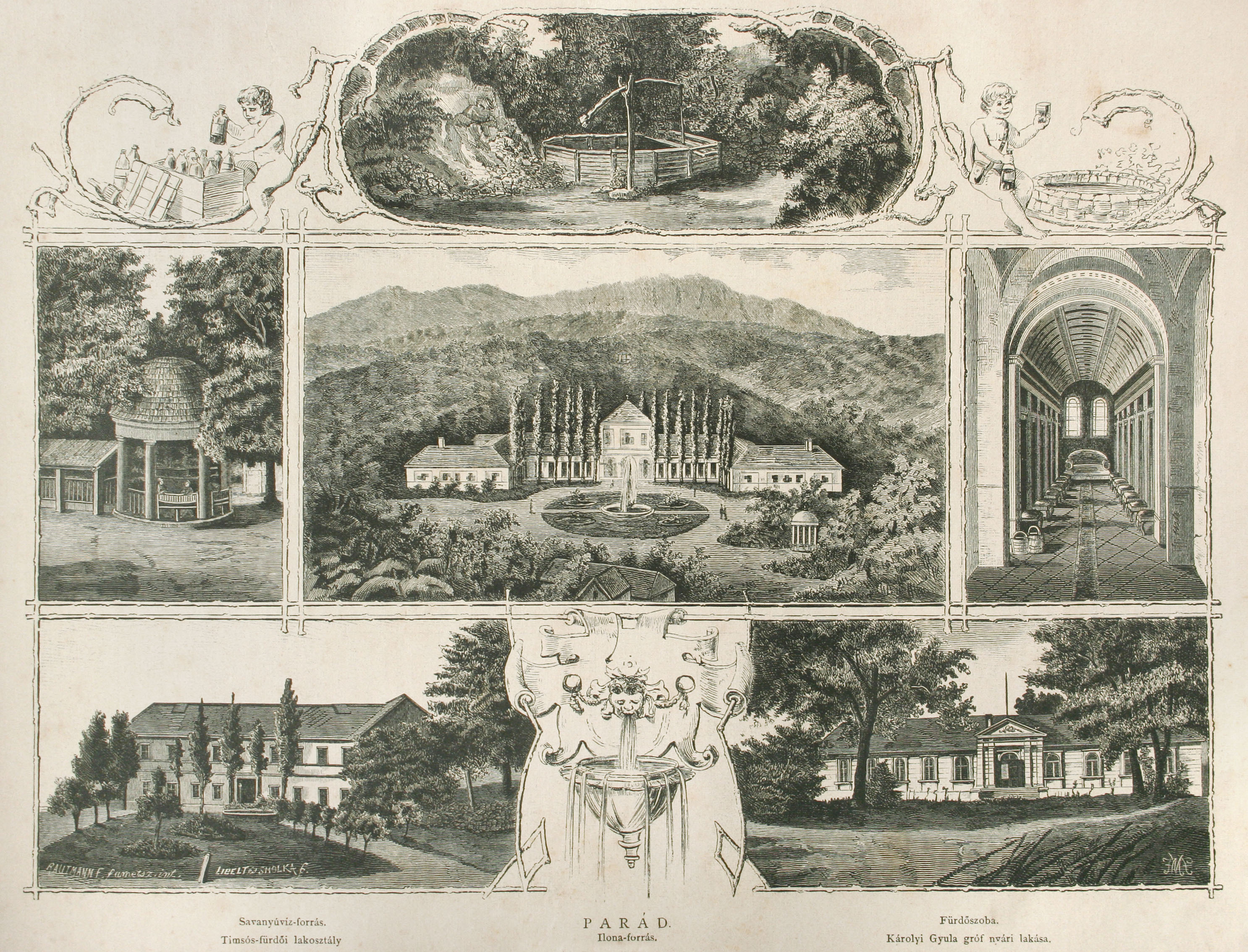
Parádfürdő 1880-ban

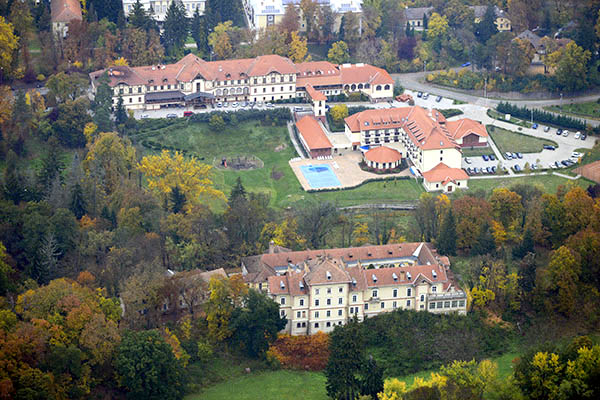
Légi fotó 2015

Az első leírás a parádi gyógyvizekről 1730-ból származik, Bél Mátyás tollából, amely „sósvíznek” nevezi az akkor már gyógyvízként használt vizet.
1763-ban Mária Terézia rendelete szerint Magyarország gyógyfürdőit vármegyénként fel kellett mérni. Heves megyében Dr. Markhot Ferenc egri orvos kapott megbízást a feladat elvégzésére. Ő fedezte fel vasgálic és magas timsótartalmát a helybeliek által „sósvíznek” nevezett víznek.
1795-ben Kitaibel Pál is elvégezte a gyógyvizek pontos kémiai analízisét. Dr. Markhottal ellentétben ő már publikálta vizsgálatának eredményeit.
1817-ben Meissner professzor még pontosabb vegyelemzés alá vetette a parádfürdői vizeket.
1826-ban a debrői uradalom – melyhez Parádfürdő is tartozott – a Grassalkovits család birtoka volt. Ullmann Móric és Kaán Samu az egész debrői uradalmat zálogjogon birtokolták. Ők felismerték a parádi ásványvizek gyógyerejét és nagyszabású építkezésekbe kezdtek. A kor minden igényét kielégítő szállodák, ivócsarnokok épültek, 22 lakószoba, tágas étterem, biliárdszalon, bálterem, tágas kádak várták a vendégeket.
A fenti építkezések után a fürdő látogatottsága állandóan emelkedett, ami szükségessé tette, a gyógytényezők szakszerű szolgáltatása érdekében fürdőorvos rendszeres alkalmazását.
1845-ben Dr. Erdei Pál volt a parádfürdői fürdőorvos; aki 1853-ban „Parádi gyógyvizek” címmel 8 éves tapasztalatokra épített munkát jelentetett meg.
A Przemy'i Lengyel Dániel szerkesztette 1853-ban megjelent „Fürdői zsebkönyv”-ben, amely Magyar-, Erdély-, Horvát-, Tóthország, a Szerb-Vajdaság, Temesi-Bánság, nem különben a Határőr vidék ásványvizeinek ismertetését tárgyalja; Parádfürdőről már a következőképpen tesz említést: „A magyar hon legjelesebb fürdőhelyei közé számítható.”
Parád többféle gyógyvízkinccsel rendelkezik, melyek között legismertebb a kénes vegyületet tartalmazó „Csevice” és a vasas-timsós fürdővíz.
A parádi víz vasas, kalcium-, magnézium-hidrogén-karbonátos, szulfátos, timsós gyógyvíz, melynek vas- és mangántartalma jelentős. Alkalmas nőgyógyászati folyamatok kedvező befolyásolására, kimerüléses állapotok kezelésére, ivókúra formájában pedig gyomor és bélrendszeri betegségek kezelésére.